# 97
97 (XCVII na numeração romana), foi um ano comum na Era de Cristo, do século I que teve início e fim num domingo, de acordo com o Calendário Juliano. A sua letra dominical foi A. Segundo o horóscopo chinês, foi o ano do Galo.
| Ano completo                    |
| ------------------------------- |
| Ano comum com início ao domingo |

## Eventos
- Eleito o Papa Evaristo, 5º papa, que sucedeu ao Papa Clemente I.

## Mortes
- Papa Clemente I, 4º papa.